# Upplands runinskrifter 705
Upplands runinskrifter 705 är en runsten som stått rest i Öster-Dalby, Mobacka i Veckholms socken, Uppland. Den bevarade delen av runstenen har huggits till en kvarnsten.

## Stenen
Stenen avritades på 1600-talet av Johan Hadorph, därefter försvann den och först 1926 upptäckte man att den använts för att tillverka en kvarnsten. Ornamentiken med kors, kringla och rundrake går i Urnesstil och stenen ristades av runmästaren Balle möjligen som parstenen till U 704. Den "Holmfast" som omtalas i ristningen är troligen samme man som nämns i inskriften U 706.

## Inskriften
Translitterering av runraden:
[· ulaifr · tuk hiulmfastr · au... ...u- auk] · (e)(n)[ibrantr] · þair · litu · [raisa · s](t)ain · [þ... ...ui-... bali · ri...]
Normalisering till runsvenska:
Olæifʀ ok Holmfastr/Hialmfastr o[k] ... ok Ænnibrantr þæiʀ letu ræisa stæin ... ... Balli ri[sti].
Översättning till nusvenska:
Olev och Holmfast och ... och Ännebrant de läto resa (denna) sten ... Balle ristade.